# Dance Club Songs
Bảng xếp hạng Dance Club Songs của tạp chí Billboard (hay Hot Dance Club Songs, trước đây được gọi là Hot Dance Club Play và Hot Dance/Disco) là một bảng xếp hạng dựa theo kết quả điều tra quốc gia hàng tuần của các bài hát phổ biến nhất trong các câu lạc bộ đêm ở Hoa Kỳ. Nó được biên soạn bởi Billboard độc quyền từ danh sách được gửi bởi các DJ tại các hộp đêm dựa theo các chỉ tiêu đề ra; các DJ phải đáp ứng được các tiêu chí nhất định để trở thành "DJ - người báo cáo thông tin cho Billboard".

## Các kỷ lục

### Nghệ sĩ với nhiều đĩa quán quân nhất
| Thứ hạng | Nghệ sĩ          | Số bài hát quán quân | Chú thích   |
| -------- | ---------------- | -------------------- | ----------- |
| 1        | Madonna          | 46                   | [ 1 ]       |
| 2        | Rihanna          | 23                   | [ 2 ]       |
| 3        | Beyoncé          | 22                   | [ 3 ]       |
| 4        | Janet Jackson    | 19                   | [ 2 ]       |
| 5        | Mariah Carey     | 17 (đồng hạng)       | [ 4 ] [ 5 ] |
| 5        | Donna Summer1    | 17 (đồng hạng)       | [ 6 ] [ 7 ] |
| 6        | Kristine W       | 16 (đồng hạng)       | [ 8 ]       |
| 6        | Jennifer Lopez   | 16 (đồng hạng)       | [ 9 ]       |
| 7        | Katy Perry       | 15                   | [ 10 ]      |
| 8        | Whitney Houston  | 13 (đồng hạng)       | [ 2 ]       |
| 8        | Enrique Iglesias | 13 (đồng hạng)       | [ 11 ]      |
| 8        | Lady Gaga        | 13 (đồng hạng)       | [ 12 ]      |
| 8        | Kylie Minogue    | 13 (đồng hạng)       | [ 13 ]      |